# Elberton
Elberton és una població dels Estats Units a l'estat de Geòrgia. Segons el cens del 2000 tenia 4.743 habitants.

## Demografia
Segons el cens del 2000, Elberton tenia 4.743 habitants, 1.985 habitatges, i 1.274 famílies. La densitat de població era de 456,7 habitants/km².
Dels 1.985 habitatges en un 29,1% hi vivien nens de menys de 18 anys, en un 37,9% hi vivien parelles casades, en un 21,8% dones solteres, i en un 35,8% no eren unitats familiars. En el 32,9% dels habitatges hi vivien persones soles el 18% de les quals corresponia a persones de 65 anys o més que vivien soles. El nombre mitjà de persones vivint en cada habitatge era de 2,35 i el nombre mitjà de persones que vivien en cada família era de 2,96.
Per edats la població es repartia de la següent manera: un 26,5% tenia menys de 18 anys, un 8,7% entre 18 i 24, un 25,7% entre 25 i 44, un 20,3% de 45 a 60 i un 18,7% 65 anys o més.
L'edat mediana era de 37 anys. Per cada 100 dones de 18 o més anys hi havia 76,4 homes.
La renda mediana per habitatge era de 23.246 $ i la renda mediana per família de 31.154 $. Els homes tenien una renda mediana de 29.277 $ mentre que les dones 19.470 $. La renda per capita de la població era de 15.486 $. Entorn del 21,3% de les famílies i el 24,5% de la població estaven per davall del llindar de pobresa.

## Poblacions més properes
El següent diagrama mostra les poblacions més properes.